# باول لين
باول لين (بالإنجليزية: Paul Laine)‏ هو موسيقي أمريكي، ولد في 12 أكتوبر 1967 في فانكوفر في كندا.

## وصلات خارجية
- باول لين على موقع IMDb (الإنجليزية)
- باول لين على موقع ميوزك برينز (الإنجليزية)
- باول لين على موقع أول ميوزيك (الإنجليزية)
- باول لين على موقع ديسكوغز (الإنجليزية)